# Ottomar Jänichen
Ottomar Jänichen (* 28. Oktober 1900 in Leipzig; † 9. Januar 1967 in Berchtesgaden) war ein deutscher Außenhandelskaufmann und  Schriftsteller. In der Nachkriegszeit gehörte er zu den Gründern der Johanniter-Unfall-Hilfe.

## Leben

### Ausbildung
Jänichen besuchte die Thomasschule zu Leipzig. Nach dem Abitur im Januar 1918 meldete er sich als Kriegsfreiwilliger zur Sächsischen Armee. Er stand als Fahnenjunker-Unteroffizier, später als Vizefeldwebel in der Sächsischen Nachrichten-Abteilung 12 an der Westfront. Ab dem WS 1918/19 studierte er an der Universität Leipzig Staatswissenschaften. Er trat in das Corps Lusatia Leipzig ein. 1919/20 gehörte er dem Zeitfreiwilligen-Regiment Leipzig an. Neben dem Studium absolvierte er eine kaufmännische Ausbildung in Leipzig und eine Banklehre in München. Am 19. Januar 1923 wurde er zum Dr. rer. pol. promoviert.

## Wirken
Von 1924 bis 1930 arbeitete Jänichen als leitender Angestellter der Holzimportfirma Moritz Müller in Leipzig. Seit 1. Januar 1931 war er Liquidator, dann Geschäftsführer, später auch Mitinhaber der Holzhandelsfirma Anton Peters GmbH in Düsseldorf, Hafen. Im August 1939 leistete er eine Wehrübung im Infanterie-Regiment 34; im Zweiten Weltkrieg aber nicht zur Wehrmacht einberufen, konnte er in seinem kriegswichtigen Holzbetrieb weiterarbeiten. Anfang 1942 erhielt er das Kriegsverdienstkreuz II. Klasse. In den letzten Kriegsmonaten diente er im Volkssturm.
Zur Erinnerung an den in der Sowjetischen Besatzungszone enteigneten Familienbesitz Gut Dederstedt führten er und seine Ehefrau mit behördlicher Genehmigung seit dem 27. Juli 1946 den Familiennamen Jänichen-Dederstedt. Seinen Betrieb führte Jänichen bis zum 30. Juni 1950 weiter. 
Von 1945 bis 1950 war er zugleich Vorstandsmitglied holzwirtschaftlicher Verbände und Mitgründer des Holzwirtschaftsrats Nordrhein-Westfalen, vom 1. Juli 1950 bis zum 30. September 1953 Generalbevollmächtigter der Holzimport- und Leistenfabrik Brügmann und Sohn in Dortmund, dann vom 1. April 1954 bis zum 31. Dezember 1961 Generalbevollmächtigter und persönlich haftender Gesellschafter der Franke & Fickenwirth KG in Bamberg, die er von einem Sägewerk und einer Holzwarenfabrik in eine Büromöbelfabrik umwandelte. Einen von ihm erfundenen  Büroschreibtischtyp meldete die Firma 1959 als Patent an. Ab 1962 war er als Wirtschaftsberater tätig.

## Außerberufliche Tätigkeiten
In Leipzig begründete Jänichen 1928 die Tradition der corpsstudentischen Vortragsabende mit Referenten aus Politik, Wissenschaft und Kultur, für die er namhafte Persönlichkeiten gewann. Darunter waren der Oberbürgermeister Carl Friedrich Goerdeler, der Universitätsrektor Theodor Litt und der Dichter Börries von Münchhausen. Sein Amt als Schriftleiter des Nachrichtenblatts der Lusatia musste er 1934 nach Auseinandersetzungen mit dem  Nationalsozialistischen Deutschen Studentenbund abgeben.
1953/54 beteiligte er sich am Aufbau der Johanniter-Unfall-Hilfe als erster Landesbeauftragter für Westfalen, dann für Nordrhein-Westfalen.  Seit 1952 war er Ehrenritter, seit 1957 Rechtsritter des Johanniterordens. In der  Evangelischen Kirche engagierte er sich von 1945 bis 1950 als Presbyter in Düsseldorf und später als  Lektor in Bamberg und Berchtesgaden.

## Persönliches
Im Ruhestand betrieb Jänichen mit seiner Ehefrau das Gästeheim „Haus Rehwinkel“ am Kälberstein in Berchtesgaden. Die Ehefrau Theodora geb. Kloberg, mit der er seit 1928 verheiratet war, wurde für ihren Einsatz in der Altenpflege mit dem Bundesverdienstkreuz am Bande ausgezeichnet.

## Veröffentlichungen
- Die volkswirtschaftliche Bedeutung des Eichenholzes. Diss. Leipzig 1923.
- Als noch Arkadiens goldene Tage und andere Geschichten aus dem Corpsleben der Nachkriegszeit. Zeulenroda 1931.
- Besuch in Taizé-Les-Cluny. Quatember  1953.[12]
- Der Bruder aus dem Ghetto, Velbert/Kettwig 1966 (unter dem Pseudonym Erwin Dederstedt).